# آروماتیسیته موبیوس
در شیمی آلی، آروماتیسیته موبیوس به نوع خاصی از خصلت آروماتیک گفته می‌شود که باور بر این است در برخی از مولکولهای آلی وجود دارد. از دیدگاه تئوری اوربیتال مولکولی این ترکیبات دارای یک سری واحدهای تک‌حلقه‌ای از مدارهای مولکولی هستند که در بین آنها تعداد فردی از همپوشانی‌های خارج از فاز وجود دارد. این خاصیت دقیقاً در نقطه مقابل تعریف آروماتیسیته در سیستم هوکل است که در آن تمامی اوربیتالهای مولکولی هم‌فاز بوده و هیچ گونه برهمکنش میان از نوع اوربیتال‌های ضدپیوندی در ساختار اوربیتال مولکولی ترکیب وجود ندارد. صفحه گرهی اوربیتال‌ها، همانند یک نوار تاب خورده دیده می‌شود که به آن نوار موبیوس گفته می‌شود.